# 杉村楚人冠

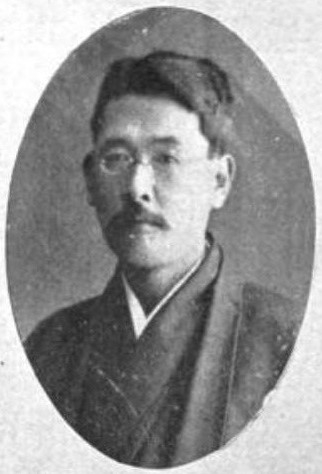
杉村楚人冠/杉村広太郎

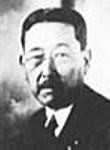
杉村楚人冠

杉村 楚人冠（すぎむら そじんかん、明治5年7月25日〈1872年8月28日〉 - 昭和20年〈1945年〉10月3日）は、日本の新聞記者、随筆家、俳人。本名は廣太郎、広太郎（こうたろう）。別号は縦横、紀伊縦横生、四角八面生、涙骨など多数。
朝日新聞社本社記事審査部長、取締役、監査役。

## 生涯

### 生立ち
明治5年7月25日（1872年8月28日）、和歌山県和歌山市にて出生。父は和歌山藩士の杉村庄太郎。3歳の時に父と死別し、以来、母の手で育てられる。小学校を終え、1883年（明治16年）に11歳で和歌山の自修学校（当時統合されて徳修学校になっていたと思われる）に入学し、英・漢・数学を学ぶ。自修学校は旧藩主の徳川茂承の財政援助を受けて運営される私立の中等学校で、慶應義塾の出身者が英語教師を務めた。この学校で初めて英語を学ぶが、後年に杉村は「英語発音も福沢流の変ちきりんなもので、thとsとは区別がつかず、VとB、LとRとは皆同じ音のやうに教へられた」と回想している。
12歳になった杉村は、河島敬蔵（日本で初めて原文からシェイクスピア劇を翻訳した先駆者、大阪・英和学舎／現・立教大学教授）から初めて正しい英語の発音を習った。「変に舌を巻いて、妙な発音をするのが、子供心に大変珍しかつた」という。
しかし、翌1884年（明治17年）には旧制和歌山中学校（和歌山県立桐蔭高等学校の前身）に転じるが、2年後には、校長の菅沼政経と対立し、抗議のために退学する。明治期の旧制中学校では生徒のストライキは珍しくなく、石川啄木も教員排斥のストライキを首謀して中学を退学している。
中学を退学した杉村は和歌山英語学校で英語を学んだが、法曹界入りを目指して1887年（明治20年）に上京し、英吉利法律学校（のちの中央大学）に入学し、邦語法律科で学び卒業（同校学生時代のことについては、随筆の中で再三触れている）。アメリカ人教師イーストレイク（Frederick Warrington Eastlake）が主宰する国民英学会に入学し、1890年卒業。彼の英語に関する素養は、ここで培われたと思われる。1891年、19歳にして『和歌山新報』主筆に就任するが、翌1892年再び上京し、自由神学校（後の先進学院）に入学。その後、本願寺文学寮の英語教師を務めながら『反省雑誌』（後の『中央公論』）の執筆に携わるが、寄宿寮改革に関する見解の相違から、1897年、教職を棄て3たび上京。在日アメリカ公使館の通訳を経て、1903年に池辺三山の招きにより東京朝日新聞（後の朝日新聞社）に入社した。

### 新聞記者として
入社当初の楚人冠は、主に外電の翻訳を担当していた。1904年8月、レフ・トルストイが日露戦争に反対してロンドン・タイムズに寄稿した「日露戦争論」を全訳して掲載。戦争後、特派員としてイギリスに赴く。滞在先での出来事を綴った「大英游記」を新聞紙上に連載、軽妙な筆致で一躍有名になった。彼はその後も数度欧米へ特派されている。
楚人冠は帰国後、外遊中に見聞した諸外国の新聞制度を取り入れ、1911年6月1日、「索引部」（同年11月、「調査部」に改称。1995年、電子電波メディア局の一部門として再編）を創設した。これは日本の新聞業界では初めてのことである。また1924年には「記事審査部」を、やはり日本で初めて創設した。縮刷版の作成を発案したのも彼である。これらの施策は本来、膨大な資料の効率的な整理・保管により執筆・編集の煩雑さを軽減するために実施されたものであるが、のちに縮刷版や記事データベースが一般にも提供されるようになり、学術資料としての新聞の利便性を著しく高からしめる結果となった。その他、『日刊アサヒグラフ』（のちの『週刊アサヒグラフ』）を創刊したりするなど、紙面の充実や新事業の開拓にも努めた。
楚人冠は制度改革のみならず、情報媒体としての新聞の研究にも関心を寄せており、名著『最近新聞紙学』（1915年）や『新聞の話』（1929年）を世に送り出した。外遊中に広めた知見を活かしたこれらの著作により、彼は日本における新聞学に先鞭をつけた。1910年に中央大学に新聞研究科が設置されたが、それは同校学員（卒業生）の楚人冠らの発案によるものである。同研究科においては、自らも講師を務める。その際の講義案を下敷きに著された書物が『最近新聞紙学』である。
世界新聞大会（第1回は1915年にサンフランシスコで、第2回は1921年にホノルルで開催）の日本代表に選ばれたこともある。
1924年7月1日、アメリカで新移民法が施行された。同法には日本からの移民を禁止する条項が含まれていたため、日本では「排日移民法」とも呼ばれ、激しい抗議の声が上がった。楚人冠は「英語追放論」と題する一文を掲載して、同法を痛烈に批判した。

### 我孫子にて

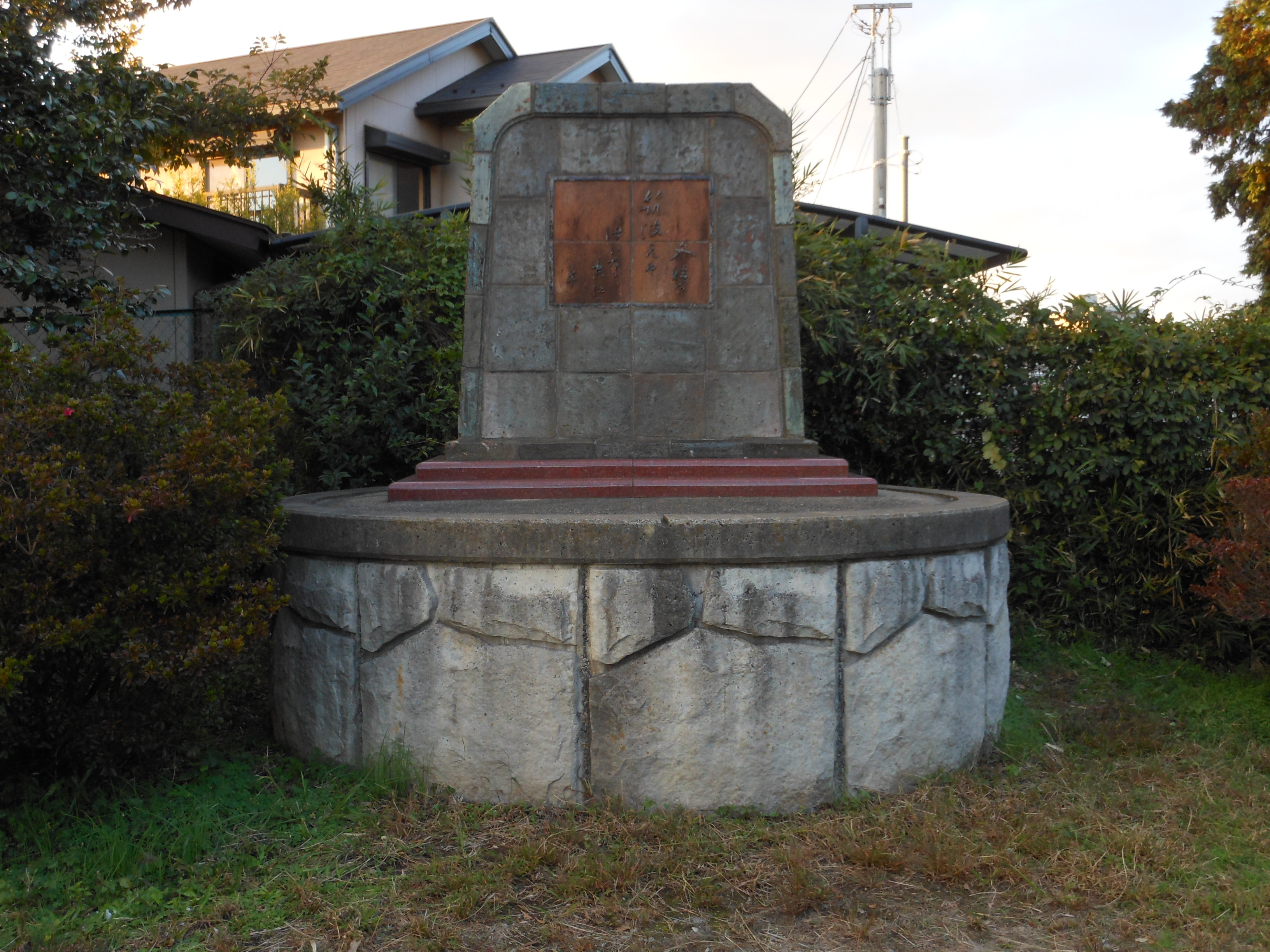
緑南作緑地公園の杉村楚人冠碑（我孫子市緑二丁目）
湖畔吟社の依頼により河村蜻山が作製した陶製の碑である。

関東大震災後、それまで居を構えていた東京・大森を離れ、かねてより別荘として購入していた千葉県我孫子町（現我孫子市）の邸宅に移り住み、屋敷を「白馬城」と、家屋を「枯淡庵」と称した。この地を舞台に、名随筆集『湖畔吟』など多くの作品を著した。星新一や福原麟太郎など、楚人冠の随筆に影響を受けた作家や知識人は少なくない。
また、俳句結社「湖畔吟社」を組織して地元の俳人の育成に努めたり、我孫子ゴルフ倶楽部の創立に尽力し、『アサヒグラフ』誌上で手賀沼を広く紹介するなど、別荘地としての我孫子の発展に大いに貢献した。
1945年10月3日、死去。八柱霊園（千葉県松戸市）に埋葬された。

### 死後
1951年、楚人冠の指導下にあった湖畔吟社の有志により、邸宅跡地に句碑が建立されている。陶芸家・河村蜻山が制作した陶製の碑で、「筑波見ゆ 冬晴れの 洪いなる空に」と刻まれている。
1933年に尋常小学校の唱歌として採用された「牧場の朝」（福島県鏡石町の宮内庁御料牧場であった「岩瀬牧場」を描いたといわれる）は、長年「作詞者不詳」とされてきたが、楚人冠が書いた紀行文「牧場の暁」（『中学国文教科書 第二』〈光風館書店、1918年〉に所収）が1973年に発見されたのを契機に、楚人冠が作詞者であるとの説が浮上。その後若干の曲折があったが、現在ではこれが定説とされている。

## 筆名「楚人冠」の由来
「楚人冠」の名は、項羽に関する逸話から採られたものである。『史記』の「項羽本紀」によると、咸陽に入城した項羽が秦の王宮を焼き尽くしたことをある者が嘲って、次のように語ったという。
「人の言はく、『楚人は沐猴（もっこう）にして冠するのみ』と。果たして然り」
（「人言、『楚人沐猴而冠耳』。果然」：「『項羽は冠をかぶった猿に過ぎない』と言う者がいるが、その通りだな」）
杉村はアメリカ公使館に勤めていた時、自分にはシルクハットが似合っていないと考え、シルクハット置き場に「楚人冠」という目印をつけ、それを筆名にも使うようになった。

## 人物
南方熊楠とは旧知の間柄であった。1909年5月、熊楠のことを書いた「三年前の反吐」を『大阪朝日新聞』に掲載。「熊楠の借家が異臭に満ちているのは、3年前に酔って吐いた反吐をそのままにしてあるからだった」という逸話や、中学時代、しばしば喧嘩相手に反吐を吐きかけて攻撃したという「武勇伝」を紹介。「好きな時に反吐を出せる」という熊楠の奇妙な特技は、この一文によって広く知られることとなった。なお、楚人冠は熊楠の展開した神社合祀反対運動に賛同。新聞紙上に批判記事を何度も掲載している。
楚人冠は送別会や披露宴の類を毛嫌いしており、「世に結婚式または披露宴に招かるることほど災難なるはなし」として、進んで出席しようとは決してしなかった。それでも出席せざるを得ない時は、嫌がらせとしか思えない長文の祝辞を述べて、憂さを晴らしていたという。
朝日新聞社に校正係として勤務していた石川啄木が病気となり、妻・母も病人となって困窮した折に、朝日新聞社内でカンパを中心になって募った（最終的に34円あまりが寄せられた）。

## 年表
- 1872年 - 和歌山県にて生誕
- 1875年 - 父庄太郎が死去
- 1890年 - 国民英学会卒業
- 1891年 - 和歌山新報社に入社

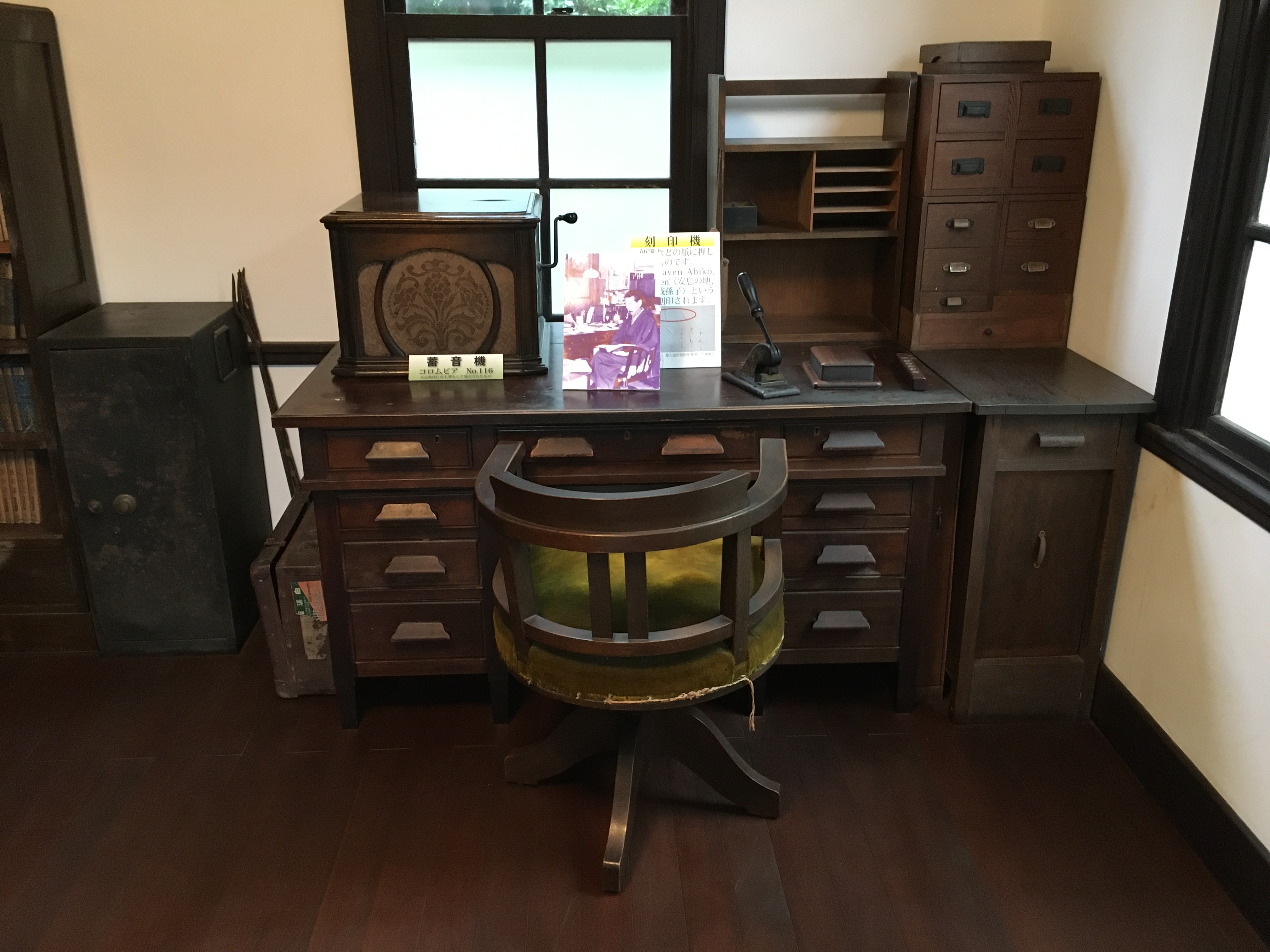
杉村の書斎の机と椅子（我孫子市の杉村楚人冠記念館にて）

- 1892年 - 自由神学校に入学。同時に国民新聞社で英文翻訳に従事
- 1896年 - 自由神学校卒業。本願寺文学寮で英語教師を務める
- 1898年 - 社会主義研究会に加入。幸徳秋水や片山潜などの知遇を得る
- 1899年 - 在日アメリカ合衆国公使館の通訳に就任
- 1900年 - 「新仏教」創刊（1915年まで刊行）
- 1903年 - 朝日新聞社に入社
- 1904年 - 『余は如何にして社会主義者となりし乎』を出版
- 1908年 - 世界一周会（朝日新聞社主催）の会員を引率して渡米（3月18日 - 6月21日）
- 1910年 - 母校中央大学に設置された新聞研究科の講師となる。長女の麗子（うらこ）9歳で死去[6]
- 1911年 - 索引部創設（同年11月、「調査部」に改称）、同部長に就任
- 1912年 - 我孫子に別荘を購入
- 1919年 - 縮刷版の刊行を発案
- 1923年 - 『日刊アサヒグラフ』創刊（同年週刊化：2000年まで刊行）
- 1924年 - 記事審査部創設、同部長に就任。我孫子に移住
- 1927年 - 「朝日新聞」に小説「うるさき人々」を連載
- 1929年 - 監査役に就任
- 1933年 - 「牧場の朝」、『新訂尋常小学唱歌　第四学年用』に収録
- 1935年 - 相談役に就任（1945年まで在任）
- 1937年 - 『楚人冠全集』（全15巻）、日本評論社より刊行開始（1938年まで刊行）
- 1945年 - 死去。享年73
- 1951年 - 邸宅跡地に句碑建立

## 著作等
- 『大英遊記』東京・有楽社、1908年（明治41年）1月
- 『新聞の話』（朝日新聞社 朝日常識講座第10巻、1929年）